# Galop de doble suspensió

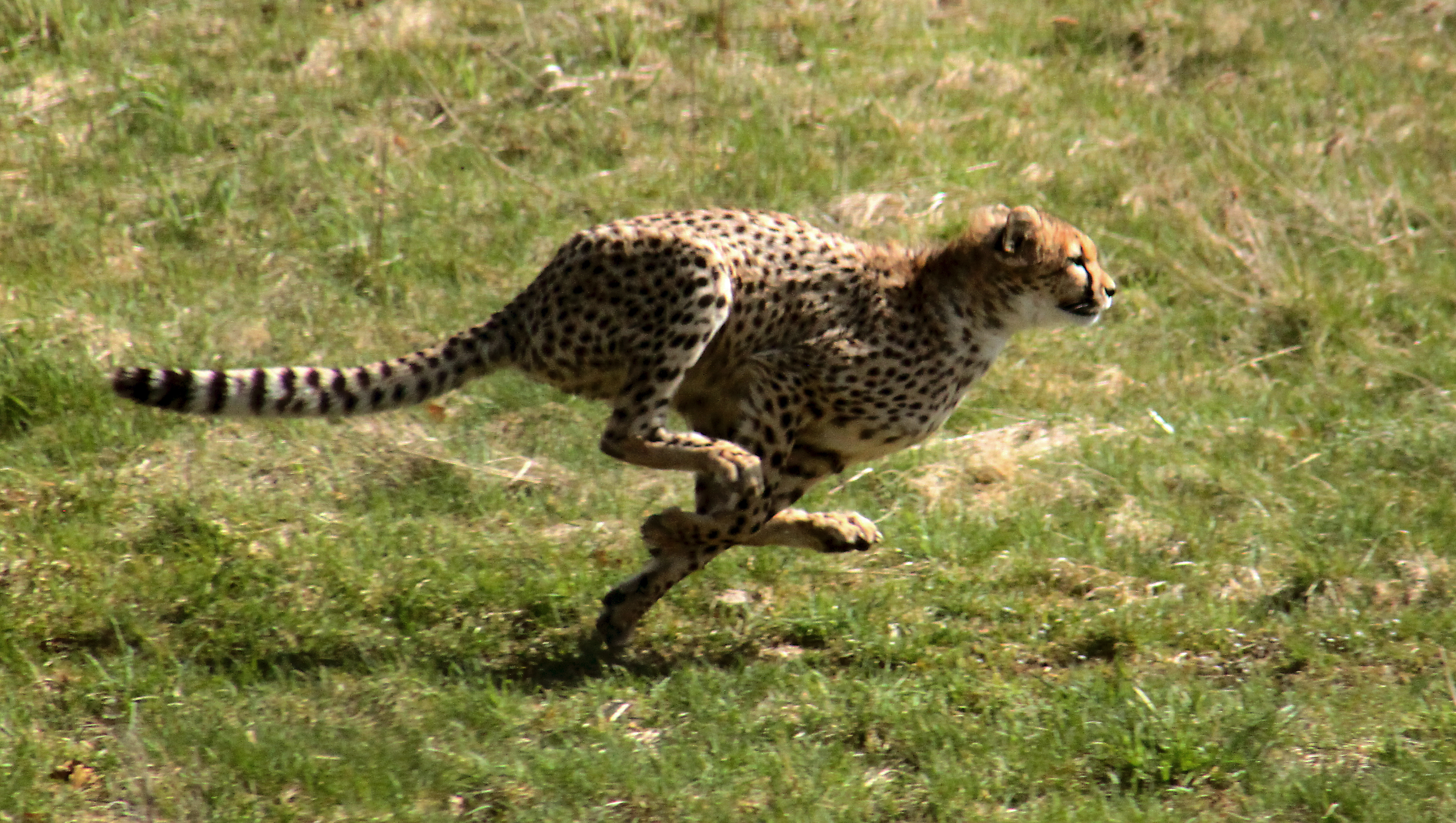
El guepard és un exemple de galop amb doble suspensió.

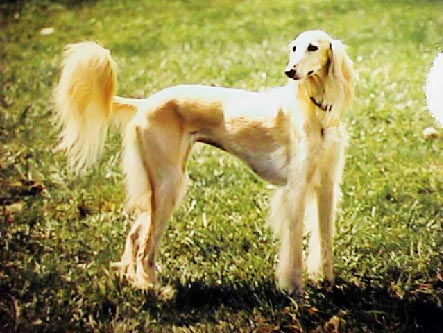
Saluki de pelatge daurat

El galop de doble suspensió és una variant del galop que poden executar alguns quadrúpedes. Es tracta d’un aire observat amb freqüencia en els guepards, alguns llebrers i altres races de gosos. Entre els cavalls de curses hi ha documentat l’exemple de Secretariat i altres.

## Galop
La descripció de les variants del galop ordinari en els cavalls pot facilitar la comprensió del galop de doble suspensió.

### Galop curt

Animació del galop curt

El "galop curt" és un aire controlat de tres batudes. Generalment més ràpid que el trot però més lent que el galop. La velocitat mitjana és de 16-27 km/h, en funció de la gambada del cavall. D'oïda, el galop curt es percep com una sèrie de grups de tres sons successius (corresponents a les tres batudes) separats per lleugeres pauses (que corresponen al cavall en suspensió). Com més de pressa va el cavall més llargues són les pauses entre les tres batudes.
En anglès el galop curt s'anomena "canter", paraula suposadament derivada de "Canterbury gallop", pel galop reposat que els pelegrins empraven en adreçar-se cap a aquella catedral.
En la pràctica de l'equitació Western, hi ha un galop curt (més lent que el galop curt habitual) anomenat "lope" en anglès. El cavall es desplaça a uns 13-19 km/h. Hi ha opinions que classifiquen el "lope" com un aire diferent, gairebé de quatre batudes.
Anàlisi del moviment: En el galop curt i en la primera batuda una de les potes posteriors (per exemple, la dreta) impulsa el cavall cap endavant mentre està en contacte amb el sòl. Tot el pes del cavall (i d'un eventual genet) reposa sobre la pota indicada. Les altres tres potes estan alçades i movent-se cap endavant. A aquesta fase segueix una segona batuda de les potes posterior esquerra i anterior dreta (mentre que la pota posterior dreta segueix, per un instant, en contacte amb el terra). A la tercera batuda la pota anterior esquerra és la que colpeja el sòl (mentre que les dues potes de la segona batuda romanen un instant a terra). Aquesta pota anterior esquerra més avançada concorda amb una pota posterior esquerra també més avançada i és la que indica "la mà" del galop curt considerat. La seqüència descrita començava amb la pota posterior dreta, per tant (i pel fet que la que queda més endavant és la pota de davant esquerra), és un galop curt d'esquerra.
Normalment, quan el cavall gira és convenient que la mà de guia sigui la interior del cercle.
Quan el cavall va muntat, el galop curt sobre la mà correcta esdevé encara més important. Especialment en pista tancada. El genet normalment indica al cavall la mà que ha d'agafar quan passa des d'un aire més lent cap al galop curt.
A més, quan el cavall ha de saltar un obstacle vertical (una tanca en un concurs de salts, per exemple), el genet hauria de dirigir el cavall de manera que aterrés amb la mà més adequada per a girar camí del següent obstacle.
A vegades el genet demana al cavall que galopi a contramà, un moviment obligatori en doma clàssica i molt habitual en la pràctica del polo que requereix una bona reunió del cavall i un equilibri molt gran.
Un cavall que es desplaça a galop curt en línia recta pot ser requerit perquè faci un canvi de mà "al vol" o sobre la marxa. Acció exigida en Alta Escola i en competicions de "reinning".
Si el cavall va galopant amb les extremitats desaparellades el galop curt és desigual i provoca un moviment inharmònic anomenat en anglès "cross-canter", "disunited canter" o "cross-firing". En català seria un galop curt barrejat o encreuat.

### Galop

Galop. Fotomuntatge de Mr. Eadweard Muybridge

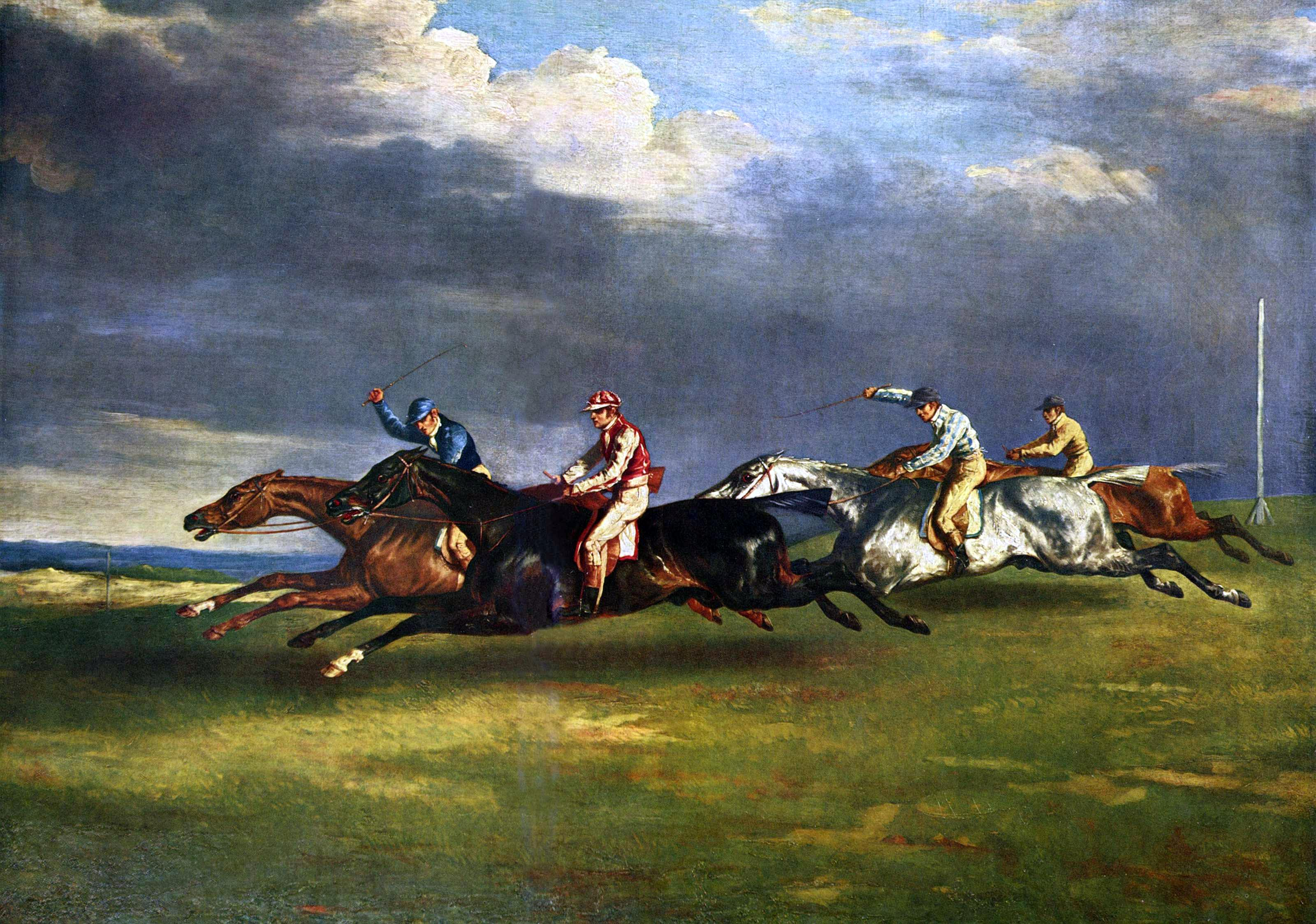
El derby d'Epsom, pintura de Théodore Géricault, 1821

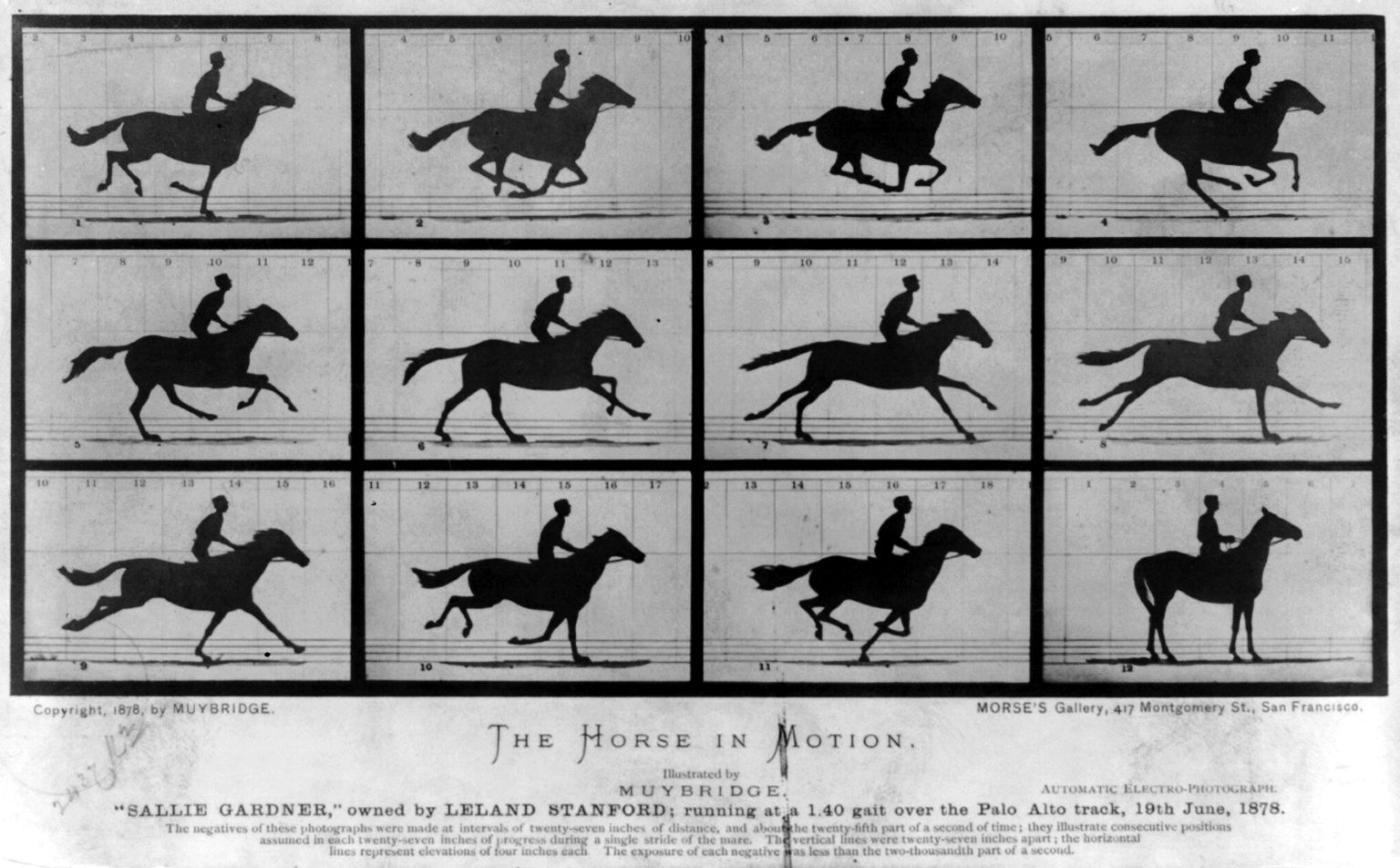
Imatges de la seqüència d'un cavall al galop, per Eadweard Muybridge

Fotomuntatge animat del pas d'ambladura. Segons Eadweard Muybridge

El galop és un aire de quatre batudes, més ràpid que el galop curt. En una seqüència d'aquesta marxa el cavall avança més que en cap altra forma de desplaçament. La velocitat mitjana, molt variable en funció de la raça i tipus, és de l'ordre de 40-48 km/h. Els cavalls salvatges o ferals galopen per a fugir d'un possible perill, real o suposat. O per a desplaçar-se ràpidament en distàncies curtes. En general, al cap de galopar una certa distància (1,5-3 km) el cavall necessita reposar. Hi ha cavalls que poden mantenir un galop moderat en distàncies molt més llargues.
El galop és la marxa dels cavalls de curses.
Els moderns cavalls Thoroughbred rarament disputen curses de més de 2,5 km. En alguns països hi ha curses per a cavalls àrabs que arriben als 4 km. (Les curses clàssiques de cavalls àrabs es disputaven entre els 1.000 i 4.000 metres. Hi havia curses però, de fins a 14 km).
En distàncies curtes els cavalls més ràpids són els American Quarter. En distàncies d'un quart de milla (uns 400m) o menys han estat cronometrats a velocitats properes als 89 km/h.
Com en el cas del galop curt, el galop pot ser a dreta o esquerra. Aquesta orientació queda determinada per la pota del davant que s'avança més en cada seqüència (o, dit d'una altra manera, per la pota contrària a l'extremitat posterior que comença la seqüència). El galop a dreta comença per la pota posterior esquerra. I viceversa. Escoltant atentament és relativament fàcil distingir entre un galop curt ràpid (amb tres batudes) i un galop normal (de 4 batudes). Al final hi ha un temps de suspensió amb les quatre extremitats sense contacte amb el sòl.
Abans de la fotografia i altres invents més moderns, els pintors no aconseguien representar correctament un cavall al galop. En el moment de suspensió, sovint representat en els quadres antics amb els cavalls amb les quatre potes estirades, un cavall real té els rems més aviat doblegats. L'any 1877 el fotògraf Eadweard Muybridge a instàncies del milionari Leland Stanford va demostrar que, en el decurs del galop, hi havia moments en què el cavall no tocava terra.
Com ja coneixien els àrabs, la velocitat d'un cavall depèn en gran part de la seva gambada. La gambada del famós cavall de curses Secretariat era de 25 peus (7,52 m). Les variables associades de gambada i freqüencia han estat estudiades en curses de distàncies diverses i en algunes races, especialment en els American Quarter i els Pura sang.
En alguns concursos en pista el cavall ha de galopar. Normalment ho farà al "petit galop", un galop de mostra controlat, no gaire ràpid però amb una bona extensió de les gambades.

## Galop de doble suspensió
El galop de doble suspensió es caracteritza per un doble salt de l’animal que l’executa en el decurs d’una seqüència completa. (En el galop ordinari només hi ha un únic salt. Una única suspensió). La seqüència completa de la gambada (en un galop a esquerres) seria la següent:
- el peu dret posterior toca el terra
- el peu esquerrre posterior toca el terra, impulsa, es contrau i es produeix la primera suspensió
- el peu esquerre anterior toca el terra
- el peu dret anterior toca el terra , hi ha contracció i es produeix la segona suspensió.[21]

Alguns documents (vegeu la referència adjunta) presenten el galop de doble suspensió de forma gràfica. També es poden consultar animacions.

## Casos particulars

### Llebrers
Molts llebrers galopen amb doble suspensió.

#### Greyhound (llegrer anglès)
Una característica que es pot observar amb relativa facilitat en el doble galop és que en la primera suspensió -en un cert moment– les quatre potes estan completament estirades (o gairebé), mentre que en la segona suspensió els quatre potes estan recollides.

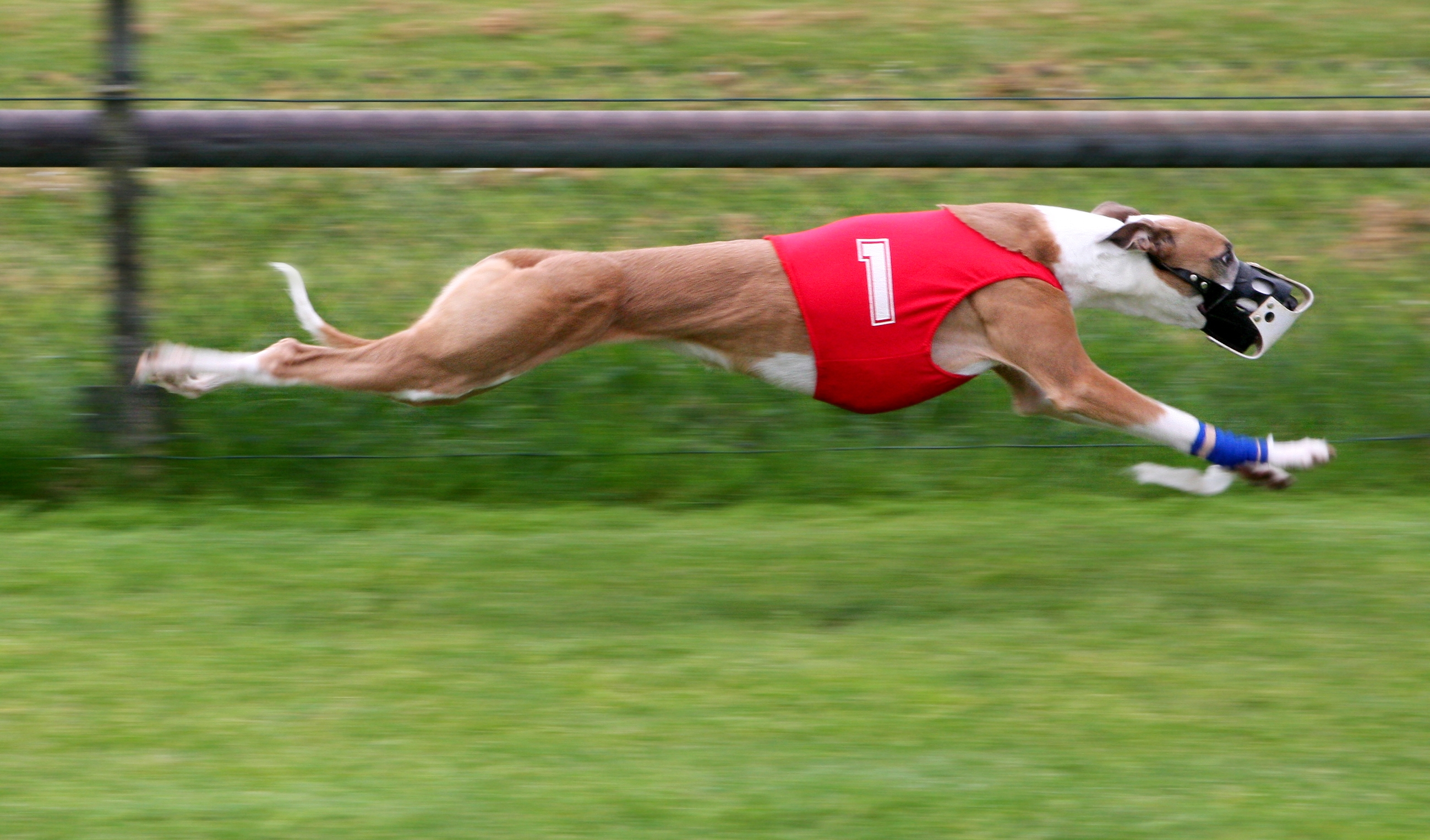
Primera suspensió: quatre potes estirades
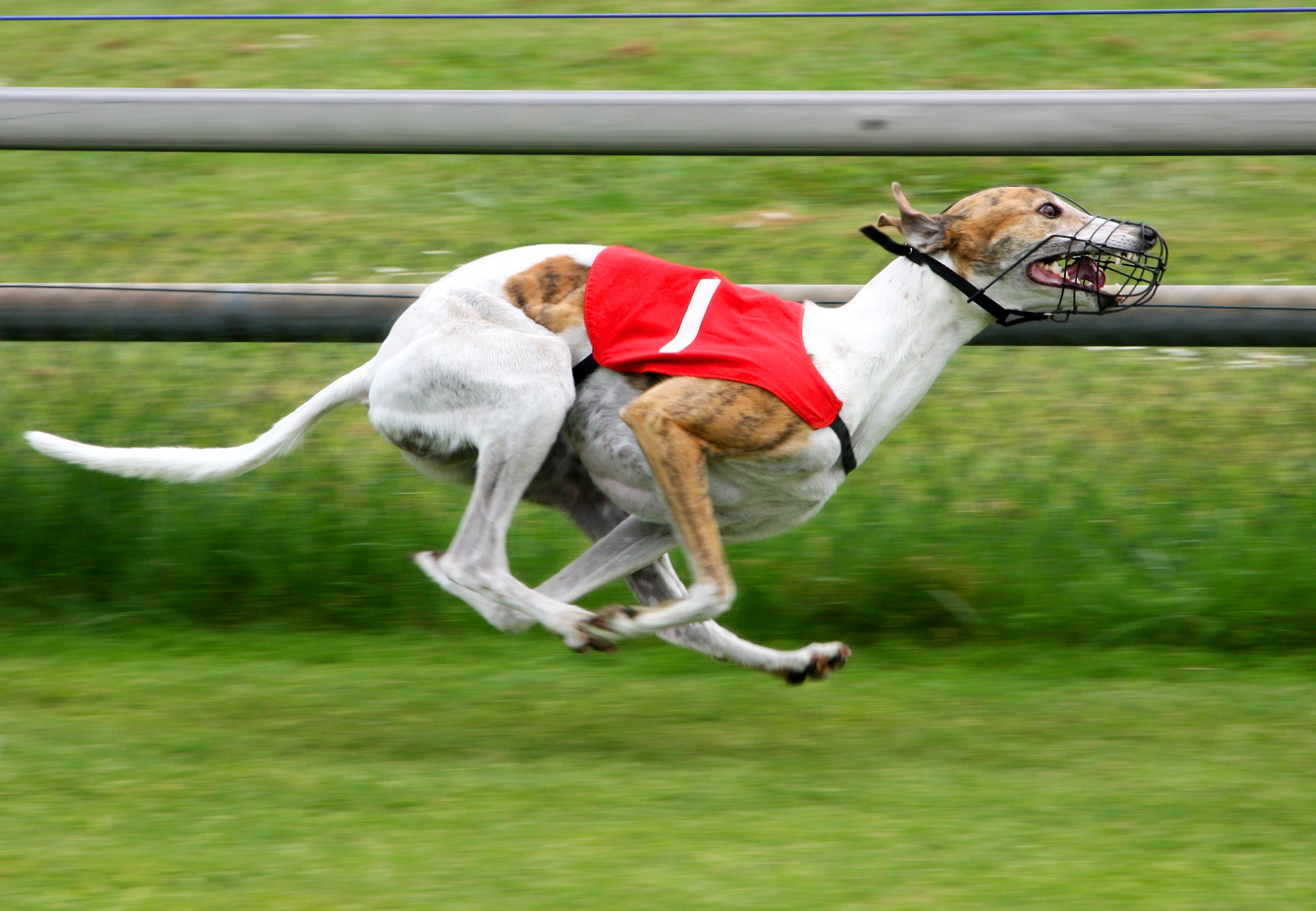
Segona suspensió: quatre potes encongides

### Saluki
Els llebrers perses poden galopar amb doble suspensió.

### Llebrer italià
Els llebrers italians, qualificats sovint com a llebrers miniatura, es desplacen a màxima velocitat en un galop amb doble suspensió.

## Casos particulars amb cavalls
El galop habitual dels cavalls és un galop de suspensió única. Alguns cavalls de curses han practicat el galop de doble suspensió: Man O’War, Phar Lap, Seabiscuit, Princequillo, Secretariat,...